# Alexandre de Toulouse-Lautrec
Alexandre de Toulouse-Lautrec (1633 - 1699) est le dernier vicomte de Lautrec issu de la famille de Lautrec, de 1656 à 1670. Il est aussi seigneur de Montfa, de Veynes, d'Agriffoul et la Ferraye, ainsi que capitaine dans la cavalerie.

## Biographie
Alexandre est le fils aîné du vicomte Bernard Ier de Toulouse-Lautrec (1583 - 1656) et de Marguerite de Vitrolles. Membre de la famille de Toulouse-Lautrec, il est l'ancêtre du peintre Henri de Toulouse-Lautrec. Son père ne possédait qu'une part de la vicomté de Lautrec, partagée entre de multiples seigneurs, dont il hérite à sa mort.
Le 2 novembre 1668, lui et son frère, Antoine de Toulouse-Lautrec, sont maintenus dans leur noblesse par l'intendant du Languedoc, Claude Bazin de Bezons, sur preuves remontant à Antoine Ier de Lautrec,.
Il se sépare finalement de sa part d'un sixième de la vicomté, le 22 octobre 1670, en la vendant à François de Gélas, déjà covicomte. Il met ainsi un terme à près de 700 années de règne sur la vicomté par sa famille. Il conserve néanmoins son titre de noblesse de vicomte, et son fils se titrera ainsi plutôt de "vicomte de Montfa", du nom d'un autre fief de la famille. Il tire 2000 livres immédiats et 800 livres de rente de cette vente.
Plus tard, sous l'égide de l'évêque de Saint-Pons, Percin de Montgaillard, il participe à des missions pour répandre la parole catholique, peut-être en repentance de ses années dans l'armée.
Il meurt finalement en 1699 à Montpellier, après s'être retiré dans le services pour pauvres de hôpital de la ville.

## Mariage
De son premier mariage le 7 mars 1650 avec Catherine de Cambefort sont issus :
- Jean II de Toulouse-Lautrec (1653 - 1711), coseigneur de Montfa ;
- Bernard II de Toulouse-Lautrec (1655 - 1738), coseigneur de Montfa et ancêtre d'Henri de Toulouse-Lautrec ;
- Jean-Alexandre de Toulouse-Lautrec (1658 - 1604) ;
- Françoise de Lautrec, rentrée dans les ordres religieux.

Il épouse en secondes noces une certaine Dorothée de Julien, fille d'un conseiller à la Chambre de l’Édit de Castres.